# Caligenia
Caligenia (en griego antiguo: Καλλιγένεια, Kalligéneia, esto es, «la propiciadora de hermosas cosechas») en la mitología griega, es un epíteto o teónimo de una deidad oscura que se adoraba durante la fiesta de las Tesmoforias.  Caligenia también es el nombre el tercer y último día de las fiestas de Atenas.
No hay un consenso claro acerca de Caligenia, pudiendo ser otro nombre con el que se invoca a Deméter,  o la nodriza de Perséfone,  o un epíteto de la Luna o de la Tierra.  En la siciliana Acras había una estatua de Caligenia junto con los Dioscuros.
Otros conjeturan que Caligenia pudiera ser una hija de Zeus y Deméter.  O bien, en virtud de la onomástica, Caligenia pudiera referirse ser una ninfa del manantial sagrado de Calícoro en Eleusis.

### Aristófanes
«¡Fuera el mal agüero! Pedid a las dos tesmoforiantes, Deméter y a Core, y a Pluto y a la propiciadora de hermosas cosechas (Caligenia), y a Gea criadora de hombres (Curótrofo), y a Hermes y a las Cárites que la reunión en asamblea que aquí celebramos consiga los mejores y más hermosos resultados. Que ellos sean de utilidad para la ciudad de Atenas y nos sean favorables a nosotras mismas».

### Nono de Panópolis
«Entonces, la diosa [Deméter] a travesó el oscuro ámbito para ocultar a su hija, bien segura en la madriguera de piedra. Soltó a los dragones (‘serpientes’) de su alado carro: a uno lo colocó en una roca, en el lado derecho de la puerta; al otro lo puso en el costado izquierdo de la entrada, para que sean guardianes de Perséfone, a la que nadie debía ver. También dejó allí a Caligenia, su tierna nodriza, con sus canastos. Esta traía consigo todos los utensilios que el trabajo de hilandera, de la industriosa Palas, brinda a la estirpe femenina. Luego cortó el aire con sus pies; pero antes de irse dejó su carruaje a las ninfas, habitantes de las pétreas soledades, para que lo cuiden. Entonces, la joven nodriza se ocupó en cardar la lana con su peine de hilandera en un eje de acero; luego la ordenaba en un huso, que daba espiraladas vueltas, a causa de los circulares impulsos de su mano danzarina. Y la broca bailaba giratoriamente con la hilada urdimbre».

## Fuente
1. ↑  Henry George Liddell: A Greek-English Lexicon « Καλλιγένεια»
2. ↑  Tesauro, voz «Caligenia»
3. ↑  Aristófanes: Las Tesmoforiantes, 299, Alcifrón, 2.4
4. ↑  Aristófanes, citado por Focio; Nono de Panópolis: Dionisíacas VI 135-150
5. ↑  Hymn.Mag. (Himnos mágicos griegos) V, 31
6. ↑  Apolodoro, citado como autoridad por Focio
7. ↑  IG14.205 (Acrae)
8. ↑  Emmy Patsi-Garin: Diccionario abreviado de mitología griega, publicado por Harry Patsi, Atenas 1969
9. ↑  Aristófanes: Las Tesmoforiantes, 299 ss. En griego: «εὐφημία 'στω, εὐφημία 'στω. εὔχεσθε τοῖν Θεσμοφόροιν τῇ Δήμητρι καὶ τῇ Κόρῃ καὶ τῷ Πλούτῳ καὶ τῇ Καλλιγενείᾳ καὶ τῇ Κουροτρόφῳ τῇ Γῇ καὶ τῷ Ἑρμῇ καὶ Χάρισιν ἐκκλησίαν τήνδε καὶ σύνοδον τὴν νῦν κάλλιστα καὶ ἄριστα ποιῆσαι, πολυωφελῶς μὲν πόλει τῇ Ἀθηναίων τυχηρῶς δ᾽ ἡμῖν αὐταῖς. καὶ τὴν δρῶσαν τήν τ᾽ ἀγορεύουσαν τὰ βέλτιστα περὶ τὸν δῆμον τὸν Ἀθηναίων καὶ τὸν τῶν γυναικῶν ταύτην νικᾶν. ταῦτ᾽ εὔχεσθε, καὶ ὑμῖν αὐταῖς τἀγαθά. ἰὴ παιὼν ἰὴ παιών. χαίρωμεν».
10. ↑  Nono de Panópolis: Dionisíacas VI 135-150

- Datos: Q16329811